# Kvarnsvedens bruk
Kvarnsvedens bruk (tidigare Kvarnsvedens pappersbruk) var ett pappersbruk i Borlänge kommun, ägt av skogsindustrikoncernen Stora Enso Oy. 
Tillverkningen vid bruket bestod av tidningspapper, obestruket tidskriftspapper och förpackningspapper. Cirka 80% av produktionen exporterades utomlands.

## Historik
Kvarnsvedens bruk anlades 1898–1900 vid Dalälven för att kunna nyttja vattenkraften genom Kvarnsvedens kraftstation. Bruket var en av de första större skogsindustriella satsningarna inom Stora Kopparbergs Bergslags AB (nuvarande Stora Enso). 
År 1972 slog Kvarnsvedens pappersbruk världsrekord i pappersproduktion och hade då den mest produktiva pappersmaskinen i världen. Pappersbruket har under åren byggts ut ett flertal tillfällen och förnyat med nya modernare pappersmaskiner. Den sista pappersmaskinen, PM 12, invigdes 2006. PM12 var världens största och snabbaste maskin i sitt slag. PM 12 ökade brukets årsproduktionen med 400 000 ton. Investeringskostnaden för pappersmaskinen beräknades till fyra och en halv miljarder kronor. Den 21 januari 2009 slog den världsrekord i producerat meter papper per minut med 1 926 meter/min (genomsnitt under en 24 timmars period). 
Stora Enso meddelade den 20 april 2021 att pappersbruket ska läggas ned på grund av överkapacitet på den europeiska pappersmarknaden. Det sista papperet producerades den 30 september 2021
I februari 2022 blev det känt att Northvolt skulle bygga ytterligare en stor batterifabrik i Sverige. Det genom att företaget köpte Kvarnsvedens bruk av Stora Enso. Bruket skulle enligt ursprunglig plan omvandlas till batterifabrik och öppna sent 2024. Därefter var tanken att tillverka så kallat aktivt katodmaterial och senare även celler till 100 GWh batterier. Den skulle helt och hållet använda förnybar energi och skapa 1 000 arbetstillfällen. I februari 2023 fick Northvolt tillstånd av Mark- och miljödomstolen att bygga och driva en batterifabrik i Borlänge. Fabriken, som Northvolt kallar Gigafabrik 5, skulle ha tillverkat den första battericellen år 2025.
I juni 2024 blev det känt att Northvolt inte tänker etablera sig i Kvarnsveden.

## Pappersmaskiner
De första pappersmaskinerna installerades vid sekelskiftet 1900. Åren 1903-1904 uppsattes de fyra nya pappersmaskinerna PM3, PM4, PM5 och PM6, varefter årsproduktionen uppgick till 20 005 ton papper.

### Pappersmaskin 4 (1903-1987)
Pappersmaskin 4, PM 4, invigdes 1903. Maskinen togs ur bruk den 31 december 1987.

### Pappersmaskin 7 (1913-1992)
Pappersmaskin 7, PM 7, av typen yankeemaskin invigdes 1913 för produktion av kvistpapper och grovt omslagspapper. Maskinen och det som idag benämns "Gamla bruket" stängdes 1992.

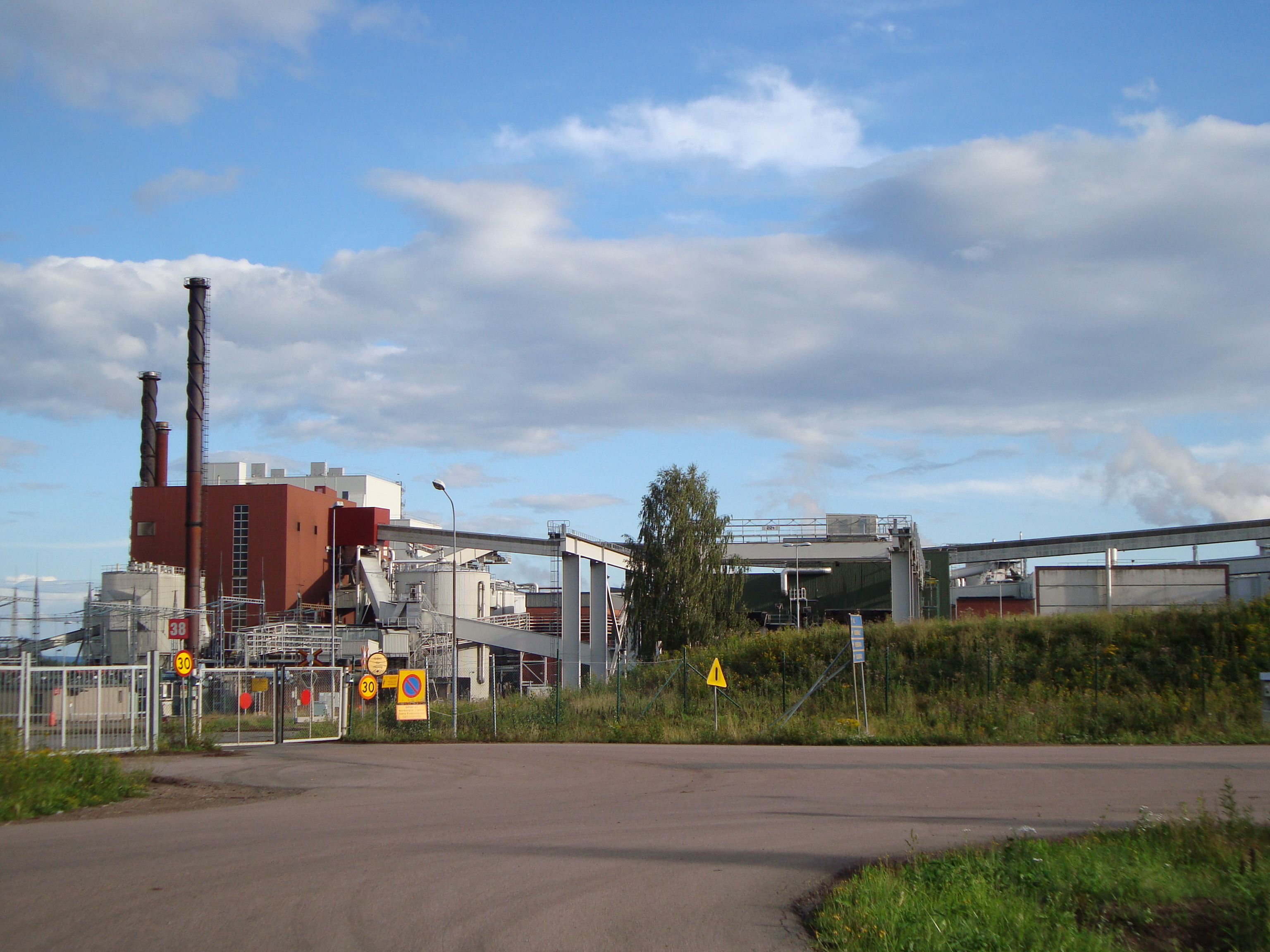
Kvarnsvedens pappersbruk

### Pappersmaskin 8 (1931-2017)
Pappersmaskin 8, PM 8, invigdes 1931 som Skandinaviens största pappersmaskin med en max tillverkningsbredd på 5,48 meter och en högsta kapacitet om 30 000 ton journalpapper per år. Kapaciteten utökades senare till 120 000 ton. Maskinen stängdes 2017.

### Pappersmaskin 9 (1956-2005)
Pappersmaskin 9, PM 9,  invigdes 1956 med en max tillverkningsbredd på 6,32 meter och en högsta kapacitet om 135 000 ton förbättrat- eller standard tidningspapper per år. Hastigheten var 600m/min. Maskinen stängdes den 20 juni 2005 och ersattes av PM 12.

### Pappersmaskin 10 (1969-2021)
Pappersmaskin 10, PM 10, invigdes 1969 med en max tillverkningsbredd på 8,42 meter och en högsta kapacitet om 210 000 ton förbättrat eller standardtidningspapper per år. Pappersmaskin 10 stängdes i slutet av september 2021.

### Pappersmaskin 11 (1988-2013)
Pappersmaskin 11, PM 11,  invigdes 1988 med en max tillverkningsbredd på 8,68 meter och en högsta kapacitet om 250 000 ton standardtidningspapper per år. Kapaciteten utökades senare till 260 000 ton. Pappersmaskinen stängdes 2013.

### Pappersmaskin 12 (2005-2021)
Pappersmaskin 12, PM 12, togs i drift under november 2005 och invigdes den 28 april 2006. Maximal tillverkningsbredd på 10,68 meter och en högsta kapacitet om 420 000 ton obestruket superkalandrerat tidskriftspapper per år. PM 12 producerade den sista rullen papper den 30 september 2021.